# Medierna

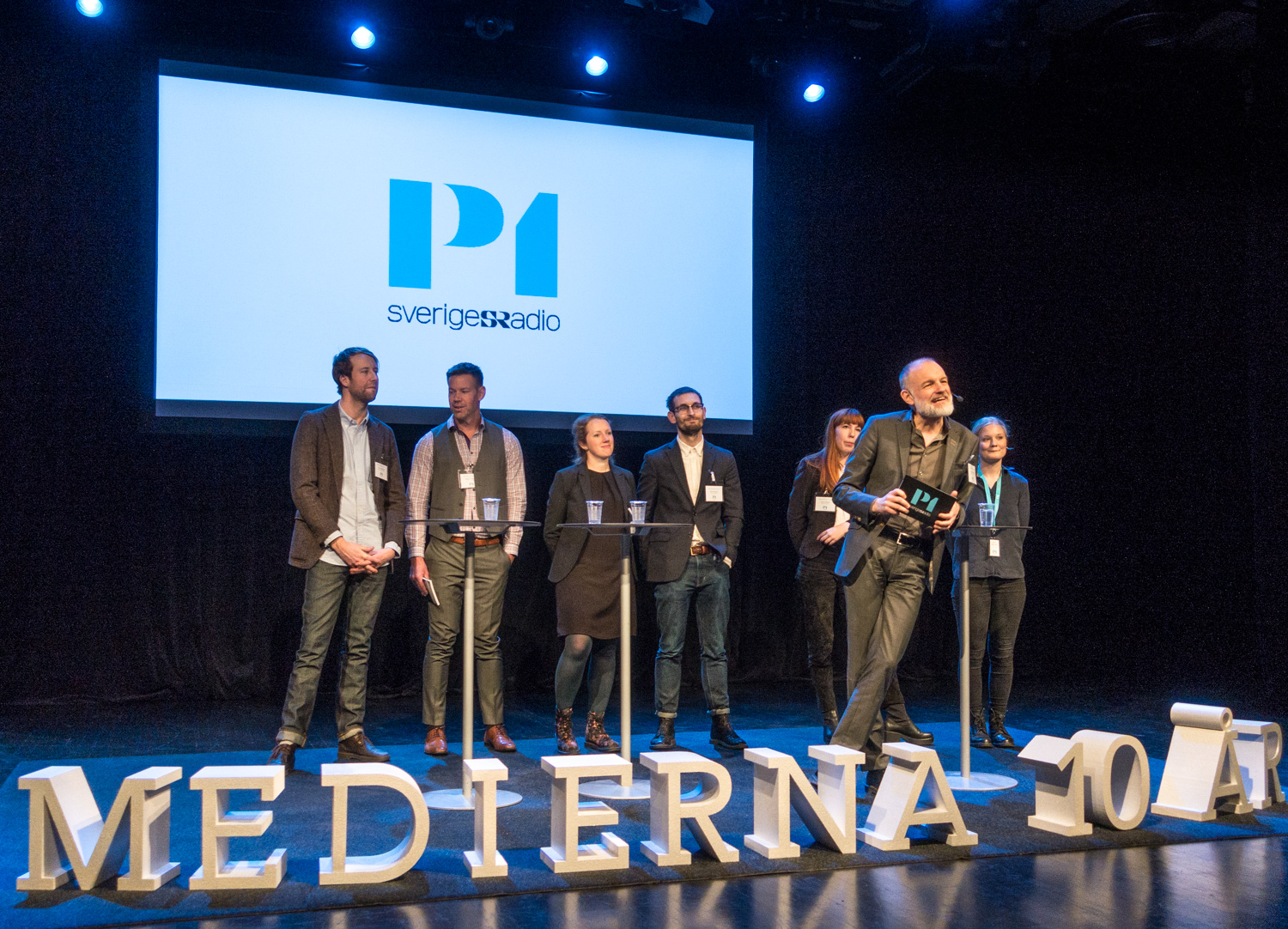
Redaktionen för Medierna på Kulturhuset Stadsteatern i Stockholm i januari 2017 i samband med att Medierna fyller 10 år.

Medierna är ett radioprogram som sedan 3 februari 2007 sänds i Sveriges Radio P1 och handlar om tryckfrihet, trender, aktuella händelser och övrigt inom massmedia.
Tillsammans med Institutet för mediestudier bedöms programmet av tidningen Journalisten vara en av de två mest kända mediagranskarna i Sverige.

## Bakgrund
Medierna, tillsammans med Publicerat, ersatte programmet Vår grundade mening.

## Redaktion och produktion
Petter Ljunggren var programledare fram till 2010, då Martin Wicklin tog över. Sedan våren 2015 är Therese Rosenvinge programledare. I redaktionen finns också Lars Truedson (som tidigare var programmets producent).
Programmet är en av Sveriges Radios externa produktioner och produceras av Tredje Statsmakten Media AB som grundats av Ljunggren, Truedson och Wicklin.
Frilansjournalisten Tonchi Percan är en ofta återkommande medarbetare med reportage i programmet. I maj 2019 sändes ett specialprogram om hur Percan under 1980-talet utsattes för påtryckningar från jugoslavisk säkerhetstjänst.

## Innehåll
Programmet granskar medier.
En återkommande granskning är hur medier förhåller sig till opinionsundersökningar, och inte sällan rapporterar om trender trots att förändringar är inom den statistiska felmarginalen.

## Priser
Medierna har tilldelats flera utmärkelser.
- 2012 utsågs programmet av föreningen Vetenskap och Folkbildning till årets folkbildare "för sin pedagogiska granskning av felaktigheter i massmedia."[6]
- 2010 tilldelades programmet Olle Stenholms pris för pressetik och debatt[7]
- 2012 utnämndes Martin Wicklin och dåvarande Medierna-reportern Katarina Andersson till Årets statistikfrämjare för reportage i Medierna.[8]

## Vinjett
Programmets vinjett är ett något redigerat utdrag ur Christophe Becks soundtrack för filmen Hotet inifrån.